# 柳潭 (喜劇演員)
柳潭（韓語：류담，1979年12月6日—），韓國男演員、搞笑藝人。2003年KBS第18期公開招募搞笑藝人出身。

## 演出作品

### 電視劇
- 2009年：MBC《善德女王》飾演 高島
- 2010年：KBS《成均館緋聞》飾演 順突
- 2010年：SBS《雅典娜：戰爭女神》（客串）
- 2011年：MBC《Royal Family》飾演 小致
- 2011年：MBC《光與影》飾演 梁東澤
- 2012年：tvN《請回答1997》飾演 李大浩（客串）
- 2012年：MBC《吳子龍走吧》飾演 吳在龍
- 2013年：JTBC《皇家別墅》飾演 電視台PD
- 2013年：MBC《黃金彩虹》飾演 千秀標
- 2014年：tvN《魔女的戀愛》（客串）
- 2015年：KBS《生意之神 - 客主2015》飾演 獨臂
- 2017年：SBS《我的野蠻女友》飾演 宦官
- 2017年：MBC《金钱之花》飾演 朴勇具
- 2019年：KBS《只走花路吧》飾演 張相民

### 電影
- 2005年：《糊塗家族》
- 2011年：《西遊記歸來》

## 綜藝節目
- KBS《搞笑演唱會》
- MBC《Show!幸運列車》
- JTBC《申東燁和金炳萬的淘氣鬼》
- KBS《兩天一夜》
- 2010年5月21日 KBS《青春不敗》EP29
- SBS《金炳萬的叢林的法則》（第一季第1回、第二季第5回、第三季第9—11回、第四季第15—21回）
- SBS 中秋特輯—喜劇表演《李秀根金炳萬10年的夢想》
- KBS1 《亲切之神》EP1
- 2012年12月23日 SBS《Running Man》EP125

## 獲獎紀錄
- 2006年：KBS演藝大賞－喜劇部門 最優秀獎
- 2008年：KBS演藝大賞－喜劇部門 最優秀獎
- 2013年：第七屆SBS演藝大賞－友情賞（金炳萬的叢林的法則）

## 外部連結
- NAVER （页面存档备份，存于）